# Associazione Calcio Carpi 1996-1997
Questa pagina raccoglie le informazioni riguardanti l'Associazione Calcio Carpi nelle competizioni ufficiali della stagione 1996-1997.

## Stagione

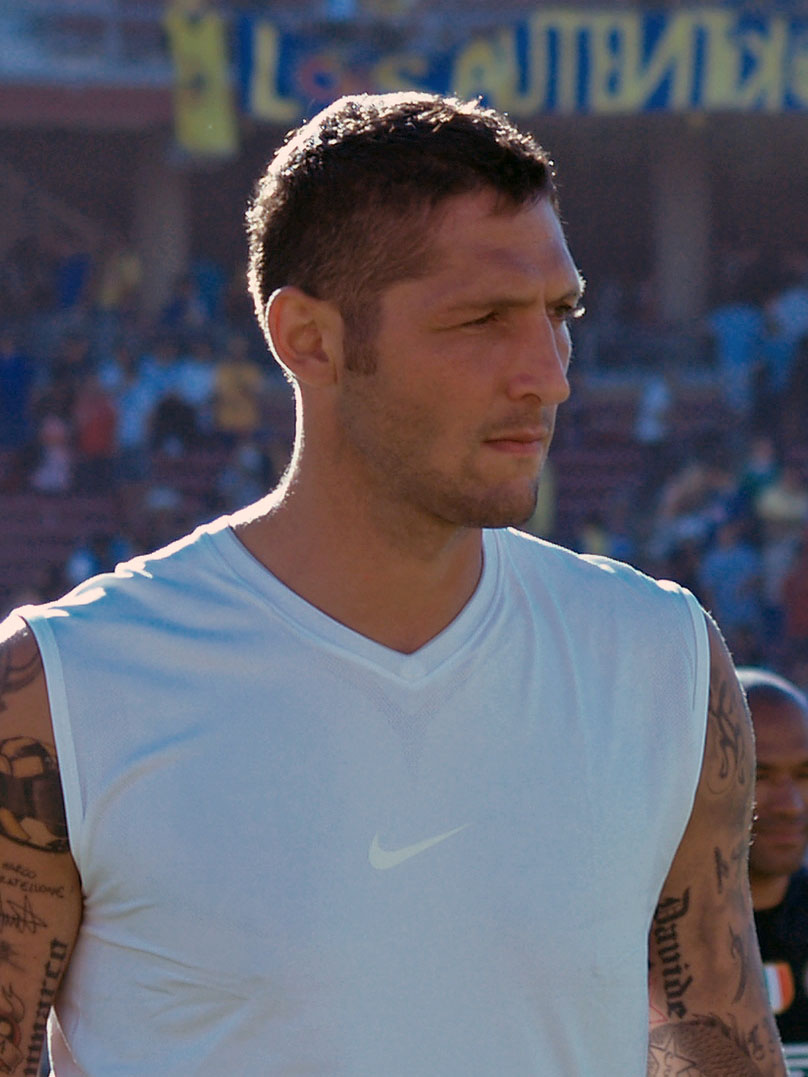
Marco Materazzi, 7 reti in 18 presenze nel suo semestre al Carpi.

Nella stagione 1996-1997 il Carpi ha disputato il girone A del campionato di Serie C1, piazzandosi in terza posizione con 55 punti e venendo eliminato nella finale dei playoff dal Monza, che è stato promosso in Serie B insieme al Treviso, vincitore del campionato con 60 punti. Questa stagione sulla panchina del Carpi siede il lucano Luigi De Canio, che prepara con cura il campionato, caratterizzato da una buona partenza, al giro di boa la squadra biancorossa è in testa con 32 punti insieme al Brescello ed al Treviso, il girone di ritorno è meno brillante, si chiude al terzo posto con 55 punti, la promozione diretta, come detto, spetta al Treviso. Nei playoff il Carpi supera nella doppia semifinale il Saronno, poi nella finale in gara unica giocata a Ferrara, perde contro il Monza (3-2). Miglior marcatore di questa stagione carpigiana è stato Cristiano Masitto, autore di 14 reti in campionato. 
Nella Coppa Italia di Serie C il Carpi supera tre ostacoli, prima di capitolare, nel primo turno elimina il Forlì, nel secondo turno elimina il Brescello, nel terzo turno supera il Rimini, poi negli ottavi viene eliminato dalla Pro Sesto.

## Rosa
| N. |                   | Ruolo | Calciatore          |
| -- | ----------------- | ----- | ------------------- |
|    | Italia (bandiera) | C     | Mario Alfieri       |
|    | Italia (bandiera) | C     | Michele Andrisani   |
|    | Italia (bandiera) | C     | Roberto Antonioli   |
|    | Italia (bandiera) | A     | Giovanni Arioli     |
|    | Italia (bandiera) | D     | Ciro Caruso         |
|    | Italia (bandiera) | A     | Marco Cavicchia     |
|    | Italia (bandiera) | C     | Luis Fernando Centi |
|    | Italia (bandiera) | A     | Roberto Corradi     |
|    | Italia (bandiera) | D     | Raniero Di Cunzolo  |
|    | Italia (bandiera) | C     | Alessio Di Giuseppe |
|    | Italia (bandiera) | A     | Claudio Gallicchio  |
|    | Italia (bandiera) | C     | Luca Landonio       |
|    | Italia (bandiera) | A     | Massimiliano Longhi |
|    | Italia (bandiera) | D     | Stefano Lorenzi     |

| N. |                   | Ruolo | Calciatore         |
| -- | ----------------- | ----- | ------------------ |
|    | Italia (bandiera) | C     | Federico Lunardon  |
|    | Italia (bandiera) | A     | Cristiano Masitto  |
|    | Italia (bandiera) | D     | Marco Materazzi    |
|    | Italia (bandiera) | D     | Simone Mazzocchi   |
|    | Italia (bandiera) | A     | Raffaele Paolino   |
|    | Italia (bandiera) | D     | Stefano Pellegrini |
|    | Italia (bandiera) | P     | Antonio Piazza     |
|    | Italia (bandiera) | D     | Teodoro Piccinno   |
|    | Italia (bandiera) | C     | Willi Pittana      |
|    | Italia (bandiera) | D     | Matteo Pivotto     |
|    | Italia (bandiera) | C     | Ivo Pulga          |
|    | Italia (bandiera) | P     | Francesco Ripa     |
|    | Italia (bandiera) | D     | Enrico Sala        |
|    | Italia (bandiera) | C     | Massimo Tramontano |

## Risultati

### Campionato

#### Girone di andata
| Arbitro: | Ingenito (Nocera Inferiore) |

|                            |           |                  |
| Cancellato 69’ Crovari 91’ | Marcatori | 36’, 58’ Masitto |

| Carpi 7 settembre 1996 2ª giornata | Carpi                 | 0 – 0 | Alessandria | Stadio Sandro Cabassi\| Arbitro: \| N. Ayroldi (Molfetta) \| |
| Arbitro:                           | N. Ayroldi (Molfetta) |       |             |                                                              |

| Arbitro: | Alban (Bassano del Grappa) |

|  |           |               |
|  | Marcatori | 53’ Materazzi |

| Arbitro: | Manganelli (Milano) |

|               |           |  |
| Cavicchia 86’ | Marcatori |  |

| Arbitro: | Strazzera (Trapani) |

|           |           |  |
| Costa 77’ | Marcatori |  |

| Arbitro: | Strocchia (Nola) |

|                                          |           |  |
| Gallicchio 25’ Cavicchia 29’ Pivotto 83’ | Marcatori |  |

| Arbitro: | Cossero (Udine) |

|                              |           |                                 |
| Masitto 38’, 56’ Paolino 89’ | Marcatori | 73’ (rig.) Putelli 76’ Frazzica |

| Arbitro: | Sputore (Vasto) |

|                                     |           |                      |
| Caruso 11’ (aut.) Caputi 47’ (rig.) | Marcatori | 89’ (rig.) Materazzi |

| Arbitro: | Cardella (Torre del Greco) |

|                      |           |              |
| Materazzi 54’ (rig.) | Marcatori | 12’ Spinelli |

| Montevarchi 10 novembre 1996 10ª giornata | Montevarchi      | 0 – 0 | Carpi | Stadio Brilli Peri\| Arbitro: \| Paparesta (Bari) \| |
| Arbitro:                                  | Paparesta (Bari) |       |       |                                                      |

| Arbitro: | Malatesta (Terni) |

|  |           |                                                                     |
|  | Marcatori | 47’, 51’ Cavicchia 74’ (rig.) Masitto 81’ Longhi 91’ (rig.) Paolino |

| Arbitro: | Maselli (Lucca) |

|          |           |                                           |
| Sala 78’ | Marcatori | 3’, 72’ Bertoncelli 80’ (rig.) G. Ferrari |

| Arbitro: | Gregoroni (Napoli) |

|  |           |            |
|  | Marcatori | 9’ Masitto |

| Arbitro: | Alario (Civitavecchia) |

|                                                         |           |                        |
| Masitto 44’ Bravo 58’ (aut.) Lunardon 64’ Materazzi 70’ | Marcatori | 87’ Marzio 91’ Faiella |

| Arbitro: | Calabrese (Avezzano) |

|                          |           |  |
| Materazzi 4’ (rig.), 69’ | Marcatori |  |

| Arbitro: | Pirrone (Messina) |

|            |           |                                                         |
| Cecconi 2’ | Marcatori | 4’ Caruso 52’ (rig.) Materazzi 71’ Lunardon 81’ Masitto |

| Arbitro: | Borelli (Roma) |

|            |           |              |
| Caruso 39’ | Marcatori | 35’ Imbriani |

#### Girone di ritorno
| Arbitro: | Pascariello (Lecce) |

|  |           |                |
|  | Marcatori | 65’ Cancellato |

| Arbitro: | Strocchia (Nola) |

|              |           |            |
| Califano 27’ | Marcatori | 43’ Caruso |

| Carpi 2 febbraio 1997 20ª giornata | Carpi                      | 0 – 0 | Brescello | Stadio Sandro Cabassi\| Arbitro: \| Cardella (Torre del Greco) \| |
| Arbitro:                           | Cardella (Torre del Greco) |       |           |                                                                   |

| Arbitro: | Urbano (Carbonia) |

|            |           |                                 |
| Grabbi 85’ | Marcatori | 46’ Lunardon 55’ (rig.) Masitto |

| Carpi 16 febbraio 1997 22ª giornata | Carpi            | 0 – 0 | Treviso | Stadio Sandro Cabassi\| Arbitro: \| Rosetti (Torino) \| |
| Arbitro:                            | Rosetti (Torino) |       |         |                                                         |

| Arbitro: | N. Ayroldi (Molfetta) |

|  |           |              |
|  | Marcatori | 67’ Lunardon |

| Arbitro: | Manari (Teramo) |

|                    |           |  |
| Putelli 43’ (rig.) | Marcatori |  |

| Arbitro: | Verrucci (Fermo) |

|             |           |  |
| Masitto 21’ | Marcatori |  |

| Arbitro: | Pirrone (Messina) |

|              |           |  |
| Giordano 47’ | Marcatori |  |

| Arbitro: | Gregoroni (Napoli) |

|                   |           |                              |
| Cesari 22’ (aut.) | Marcatori | 33’ Comandini 35’ Affatigato |

| Arbitro: | Alvino (Salerno) |

|  |           |             |
|  | Marcatori | 3’ Pecorari |

| Arbitro: | Strazzera (Trapani) |

|  |           |                    |
|  | Marcatori | 48’ (rig.) Masitto |

| Arbitro: | Cicoianni (Ascoli Piceno) |

|                         |           |  |
| Masitto 55’ (rig.), 77’ | Marcatori |  |

| Saronno 27 aprile 1997 31ª giornata | Saronno          | 0 – 0 | Carpi | Stadio Colombo-Gianetti\| Arbitro: \| Paparesta (Bari) \| |
| Arbitro:                            | Paparesta (Bari) |       |       |                                                           |

| Arbitro: | Gabriele (Frosinone) |

|                       |           |          |
| Falco 73’, 84’ (rig.) | Marcatori | 77’ Sala |

| Arbitro: | Sputore (Vasto) |

|             |           |  |
| Corradi 71’ | Marcatori |  |

| Arbitro: | Manganelli (Milano) |

|              |           |               |
| Graziani 78’ | Marcatori | 5’ Gallicchio |

### Playoff
| Arbitro: | Pirrone (Messina) |

|                 |           |  |
| Ripa 76’ (aut.) | Marcatori |  |

| Arbitro: | Guiducci (Arezzo) |

|                                       |           |  |
| Sala 7’ Grossi 25’ (aut.) Masitto 31’ | Marcatori |  |

| Arbitro: | Cardella (Torre del Greco) |

|                                        |           |                          |
| Pietranera 41’ Cancellato 44’ Asta 47’ | Marcatori | 43’ Alfieri 56’ Lunardon |

## Coppa Italia
| Arbitro: | Ferlito (Prato) |

|  |           |                                                    |
|  | Marcatori | 34’ (rig.), 90’ Materazzi 59’ Corradi 70’ Lunardon |

| Arbitro: | Cecotti (Udine) |

|              |           |           |
| Lunardon 26’ | Marcatori | 62’ Medri |

| Carpi 2 ottobre 1996 2º turno - Andata | Carpi               | 0 – 0 | Brescello | Stadio Sandro Cabassi\| Arbitro: \| Soffritti (Ferrara) \| |
| Arbitro:                               | Soffritti (Ferrara) |       |           |                                                            |

| Arbitro: | Griselli (Livorno) |

|                      |           |                |
| Cavicchia 15’ (aut.) | Marcatori | 48’ Gallicchio |

| Arbitro: | Ciampi (Pisa) |

|                    |           |             |
| Cavicchia 19’, 45’ | Marcatori | 41’ Mezzini |

| Arbitro: | Gazzi (Torino) |

|  |           |                                 |
|  | Marcatori | 55’, 57’ Lunardon 90’ Cavicchia |

| Arbitro: | Guiducci (Arezzo) |

|           |           |  |
| Adami 21’ | Marcatori |  |

| Arbitro: | Griselli (Livorno) |

|  |           |                  |
|  | Marcatori | 47’, 64’ Beretta |